# Kairuku grebneffi
Kairuku grebneffi é uma espécie de pinguim fóssil  do gênero Kairuku. Restos desses animais foram encontrados na Nova Zelândia, tendo vivido lá durante o Oligoceno, entre 36 milhões de anos e cerca 23 milhões de anos atrás.